# Theresia Bauer

Theresia Bauer em 2015

Theresia Bauer (Zweibrücken, 6 de abril de 1965) é uma política alemã filiada à Aliança 90/Os Verdes.